# نقيب (بحرية)
نقيب (مختصر Lt, LT, LT(N), Lt(N), Lieut و LEUT,، الليفتنانت والليفتنانت، اعتمادا على الأمة) هي رتبة من رتب الضباط في العديد من الدول "القوات البحرية. عادة ما يكون الأقدم في صفوف الضباط المبتدئين. في معظم الأساطيل، قد تتكون شارة الرتبة من خطين متوسطين، الشريط العلوي يضم حليقة تنفيذية في العديد من دول الكومنولث؛ أو ثلاثة خطوط متساوية أو غير متساوية العرض.
تستخدم العديد من القوات البحرية أيضًا رتبة تابعة للملازم الأول. يتم تعيين «ملازم أول sub-lieutenant» في العديد من القوات البحرية من قبل ملازم أول senior lieutenant.
يكون الملازم البحري في مرتبة أعلى من ملازم في الجيش؛ رتبة ملازم بحري في الناتو OF-2 (درجة الولايات المتحدة O-3) ويصنف برتبة نقيب بالجيش.

## التاريخ
من عام 1580 على الأقل،  كان الملازم على متن السفينة هو الضابط المرؤوس للقائد مباشرة. قبل استعادة اللغة الإنجليزية، تم تعيين ملازم من قبل قباطنتهم، مما أدى حتما إلى انتهاكات وإلى التعيين الواسع النطاق للرجال ذوي المؤهلات غير الكافية. في عام 1677، قدم صموئيل بيبس، أثناء توليه منصب السكرتير الأول للأميرالية، أول اختبار للملازم،  وبعد ذلك تم تأريخ أقدميتهم بعد اجتياز هذا الاختبار.

## شارة الرتبة
تتألف شارة الملازم في العديد من القوات البحرية، بما في ذلك البحرية الملكية،  من خطين ذهبيين متوسطيين (شريط علوي مع حلقة) على خلفية زرقاء أو سوداء داكنة. تم نسخ هذا النمط من قبل البحرية الأمريكية والقوات الجوية المختلفة للحصول على درجات رتبهم المعادلة، باستثناء إزالة الضفيرة.
|       |         |         |       |       |        |          |         |         |                 |      |                            |
| فرنسا | ألمانيا | اليونان | الهند | إيران | بولندا | البرتغال | رومانيا | إسبانيا | المملكة المتحدة | كندا | الولايات المتحدة الأمريكية |